# Sphenopidae
Sphenopidae is een familie van neteldieren uit de klasse van de Anthozoa (bloemdieren). 

## Geslachten
- Palythoa Lamouroux, 1816
- Sphenopus Steenstrup, 1856